# Sertularia longa
Sertularia longa är en nässeldjursart som beskrevs av Wilfrid Arthur Millard 1958. Sertularia longa ingår i släktet Sertularia och familjen Sertulariidae. Inga underarter finns listade i Catalogue of Life.